# Trevanian
Rodney William Whitaker (12. června 1931 Granville, New York – 14. prosince 2005 Jihozápadní Anglie) byl americký filmový vědec a spisovatel, píšící pod několika pseudonymy, nejčastěji jako Trevanian. Protože jeho knihy zahrnují velmi odlišné žánry, dlouho se předpokládalo, že Trevanian je ve skutečnosti kolektiv spisovatelů.

## Život
Rodney William Whitaker se narodil 12. června 1931 v Granville ve státě New York. Navštěvoval Washingtonskou univerzitu, kde získal bakalářský i magisterský titul. V době studia napsal hru s názvem Eve of the Bursting. Poté, co získal doktorát v oboru komunikace a filmu na Severozápadní univerzitě, vyučoval na škole Dana College v Blairu ve státě Nebraska. Později získal stipendium, které mu umožnilo dále studovat v Anglii.
Oženil se s Diane Brandonovou, se kterou měl čtyři děti: dva syny, Lance a Christiana, a dvě dcery, Alexandru a Tomasin. Žili spolu sedm let v regionu Soule v Baskicku, který Trevanian opakovaně používal jako dějiště svých románů.
Rodney Whitaker zemřel 14. prosince 2005 následkem komplikací plicního onemocnění v Jihozápadní Anglii.

## Dílo
Whitaker psal pod několika pseudonymy – jako Nicholas Seare, Beñat LeCagot, Edoard Moran, ale nejčastěji jako Trevanian. Jméno prý navrhla jeho manželka po přečtení knihy historika G. M. Trevelyana. Whitakerovy první dva romány, The Eiger Sanction (1972) a The Loo Sanction (1973), byly oba thrillery, které parodovaly špionážní žánr. Román The Eiger Sanction byl zfilmován v roce 1975, v hlavní roli hrál Clint Eastwood.
O rok později Trevanian vydal The Main. Následovaly Šibumi (Shibumi, 1979) a Léto s Káťou (The Summer of Katya, 1983), psychologický thriller. Incident v Twenty-Mile (Incident at Twenty-Mile, 1998) vyšel o patnáct let později. Poslední román The Crazyladies of Pearl Street vyšel v roce 2005. Whitakerův agent Michael V. Carlisle však zmínil plány na vydání děl, na kterých Whitaker pracoval v letech 1983 až 1998. Mají být publikovány pod pseudonymem Trevanian.
Pod vlastním jménem Whitaker vydal The Language of Film (1970). Jako Nicholas Seare napsal 1339 ... or So: Being an Apology for a Peddler (1975) a středověký příběh Rude Tales and Glorious: The Account of Diverse Feats of Brawn and Bawd Performed by King Arthur and His Knights of the Table Round (1983).
Jeho deset knih bylo přeloženo do čtrnácti jazyků. Prodalo se více než sedm milionů výtisků a staly se mezinárodními bestsellery.